# Rádiová přístupová síť
Rádiová přístupová síť (anglicky radio access network, RAN) je ta část mobilní sítě, která zajišťuje komunikaci s uživatelským zařízením (anglicky User Equipment, UE – mobilním telefonem, počítačem nebo libovolným jiným zařízením, které má přístup do mobilní sítě), a jádrem sítě (anglicky Core Network, CN) podle diagramu:
```
     CN
    /  \
   /    \
 RAN    RAN
 / \    / \
UE UE  UE UE

```

Rádiová přístupová síť je tvořena základnovými stanicemi, anténním systémem pro rádiové spojení s mobilními koncovými zařízeními, a softwarem řídícím základnová stanice. 
V některých standardech se pro uživatelské zařízení používají jiné názvy – Mobile Station (MS), Terminal Equipment (TE), apod. Funkčnost RAN je obvykle implementována pomocí polovodičových obvodů, která se nacházejí jak v jádru sítě, tak v uživatelském zařízení.
Příklady rádiových přístupových sítí jsou:
- GRAN: přístupová síť pro GSM (2G, 2.5G)
- GERAN: přístupová síť pro GSM s podporou EDGE (2.75G)
- UTRAN: přístupová síť pro UMTS (3G)
- E-UTRAN: přístupová síť pro LTE, která se vyznačuje vysokou přenosovou rychlostí a nízkou latencí (4G)
- 5G RAN: přístupová síť pro sítě 5G

Jeden mobilní telefon může být současně připojen do několika rádiových přístupových sítí. Telefony, které to umožňují, se někdy nazývají duální telefony. Například UMTS telefony umožňují současně používat přístupovou síť GSM i UMTS (3G). Pokročilá zařízení mohou hladce během hovoru přecházet mezi různými rádiovými přístupovými sítěmi, aniž by si uživatel všiml výpadku služby.

## Funkce
Rádiové přístupové sítě poskytují širokou škálu funkcí. Zajišťují řízení přístupu, které zajišťují autentizaci účastníků, aby mohli používat služby sítě, spojují telefonní hovory v rámci veřejné telefonní sítě, umožňují operátorům účtovat poplatky za hovory a přenos dat, a poskytují účastníkům spojení přes Internet s okolním světem. Také řídí síť, aby když mobilní stanice opustila pokrytí antény nebo základnové stanice, zajistila předání spojení (handover) na jinou základnovou stanici.

## Interoperabilita
Ve všech generacích mobilní rádiových sítí si mobilní operátoři museli vybrat dodavatele pro jádro své sítě a dalšího dodavatele pro rádiovou přístupovou síť. Kombinování různých dodavatelů v těchto dvou čátech sítě bylo problematické a proto antény a základnové stanice rádiových přístupových sítí ve většině případů pocházejí od téhož dodavatele. Mezi hlavní dodavatele patří Ericsson, Huawei, Samsung a Nokia.

## Otevřená technologie
V poslední době se intenzivně diskutuje o Open RAN (Open Radio Access Network). Standard zajišťuje, aby hardware a software různých dodavatelů vzájemně spolupracoval mohl být nasazen společně. Cílem je snířit náklady na výstavba a provoz mobilní rádiové sítě. Na strukturellen a operativen Vorteilen od Open RAN existují Zweifel.
Kvůli problematické interoperabilitě byla založena průmyslová aliance, jejímž cílem je zajistit budoucí interoperabilitu různých prvků rádiových přístupových sítí. Nezávislost Open RAN (nezávislé rádiové přístupové sítě díky použití neproprietárních technologií) podněcuje otevřenou, cloudově nativní síťovou architekturu. Díky tomu mobilní operátoři již nejsou tak závislí na velkých výrobcích.
Prvním provozovatelem sítě Open RAN v Německu byla v roce 2020 Telefónica Germany. Deutsche Telekom aktivoval v červnu 2021 první lokality používající Open RAN. Ve stejném roce zveřejnila skupina Vodafone své partnery pro výstavbu svých sítí založených na Open RAN. Vodafone Germany na konci roku 2022 uvedl do provozu své první základnové stanice založené na Open RAN a do roku 2030 chce podporovat standard Open RAN na třetině svých lokalit.
V roce 2022 začala 1&1 AG, dceřiná společnost United-Internet, budovat první mobilní rádiovou síť 5G v Německu založenou na technologii Open RAN ve spolupráci s firmou Rakuten. Začátkem prosince 2023 spustila společnost 1&1 čtvrtou mobilní rádiovou síť s 500 základnovými stanicemi 5G. Jednalo se o největší implementaci 5G standardů.
Na začátku prosince 2023 oznámil největší americký mobilní operátor AT&T, že převede větší část svých mobilních rádiových sítí 5G na Open RAN od švédské společnosti Ericsson.

## Bezpečnostní rizika
Na začátku května 2019 se v Praze konala mezinárodní konference pro zabezpečení sítí 5G, která varovala před „vlivem třetích zemí“.
Od roku 2020 probíhá proces německé spolkové vlády proti čínskému výrobci hardwaru společnosti Huawei. Společnost je podezřelá, že umožňuje špionáž. Proto některé státy G20 zakázaly svým mobilním operátorům instalaci a používání prvků společnosti Huawei.
V roce 2021 vydal Spolkový úřad pro bezpečnost informační techniky (BSI) analýzu rizik sítí Open RAN, která poukazuje na střední až vysoké bezpečnostní nedostatky v rozhraních a komponentách a vydala doporučení, které mobilní operátoři musí dodržovat.